# Bundahischn
Bundahischn oder Bundehesch (mittelpersisch für „Urschöpfung“ oder „Grundlegung“; vor allem im englischen Sprachraum auch Bundahishn oder Bundehesh) ist ein mittelpersischer Text über Kosmogonie, iranische Mythologie und Legenden der zoroastrischen Religion. Er gibt zugleich einen Teil der präzoroastrischen iranischen Glaubenswelt wieder.

## Inhalt
Das Bundahischn beschreibt den Kampf zwischen Ahura Mazda und Angra Mainyu um die Herrschaft über die Welt und schildert somit die Entwicklung der (göttlichen) Schöpfung unter dem Einfluss des Guten sowie des Bösen.
Die als Bundahischn bezeichnete (ursprüngliche) Schöpfung stellt im Zoroastrismus die erste, vor der in der zweiten Phase (gumezischn, „Mischung“) erfolgenden Konfrontation der beiden Prinzipien liegende Phase einer triadischen Aufteilung der Kosmologie dar.
Das Buch berichtet vom Kampf der durch das Böse Angra Mainyus erschaffenen Dämonen (mittelpersisch Dew, neu-persisch ديو, DMG Dīw) gegen die Schöpfung des Guten Ahura Mazdas, die durch sechs Gruppen repräsentiert wird:
1. Himmel
2. Wasser
3. Erde
4. Pflanzen
5. Tiere
6. Mensch

Der Mensch wird hierbei durch den alt-iranischen Urmenschen Gayomarth dargestellt, der auch im Buch der Könige Schāhnāme, dem iranischen Nationalepos des Dichters Firdausi, in der Form Kiumars und als erster König der Welt erscheint. Gayomarth (Mittelpersisch) geht auf den avestischen Gayomaretan zurück: Gaya: „Leben“, und Mareta: „sterblich“. Wie später das Schāhnāme widmet sich auch ein Teil des Bundahischn der Darstellung der früh-iranischen Könige der Kayaniden, welche bereits im Avesta als die Kavaya vorzufinden sind. 
Der Text des Bundahischn enthält eine ausführliche, wenn auch im Verlauf der Geschichte teils durch Verschiebungen und Auslassungen gekennzeichnete, Darstellung der verschiedenen und mit sieben an der Zahl angegebenen Regionen der Erde, der fünf Arten der Tiere, der fünf Arten des Feuers sowie der drei Arten des heiligen Feuers, des Ursprungs des Menschen, der Haoma-Pflanze sowie weiterer Teile der Schöpfung. Verschiedene Dews werden hierbei näher beschrieben.
Eine andere gebräuchliche Bezeichnung des Bundahischn ist der Begriff Zand-Agahi, „Wissen vom Zand“. Das Werk liegt in zwei Versionen vor, einem „Großen Bundahischn“ bzw. „Iranischen Bundahischn“ und einem „Kleinen Bundahischn“ bzw. „Indischen Bundahischn“.
Im Bundahischn ist des Weiteren der Gedanke der Wiederauferstehung vorzufinden.

## Weblink
- Der Bundehesh Transkription und deutsche Übersetzung des Bundahischn (mit Glossar) von Ferdinand Justi (1868)